# 181 Eucharis
181 Eucharis este un asteroid din centura principală, descoperit pe 2 februarie 1878, de Pablo Cottenot.